# Бордизм

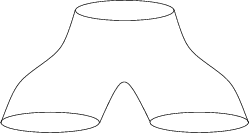
«Пара штанов» — бордизм между окружностью и парой окружностей

Бордизм, также бордантность — термин топологии, употребляющийся самостоятельно или в составе стандартных
словосочетаний в нескольких родственных смыслах, почти во всех из них вместо бордизм раньше говорили о кобордизмах, старая терминология тоже сохранилась.

## Неориентированные бордизмы
Неориентированные бордизмы — простейший вариант бордизмов. Два гладких замкнутых {\displaystyle n}-мерных многообразия {\displaystyle M} и {\displaystyle M'} бордантны (ограничивают, или внутренне гомологичны), если существует гладкое компактное {\displaystyle (n+1)}-мерное многообразие {\displaystyle W} (называемое плёнка), край которого состоит из двух многообразий {\displaystyle M} и {\displaystyle M'}, (или точнее многообразий {\displaystyle M_{0}} и {\displaystyle M_{1}} диффеоморфных, соответственно, {\displaystyle M} и {\displaystyle M'} посредством некоторых диффеоморфизмов
{\displaystyle g_{0}\colon M\to M_{0}} и {\displaystyle g_{1}\colon M'\to M_{1}}). Совокупность многообразий, бордантных друг другу, называется классами бордизмов, а тройку {\displaystyle (W,\;M_{0},\;M_{1})} называют бордизмом (точнее было бы говорить о пятёрке {\displaystyle (W,\;M_{0},\;M_{1},\;g_{0},\;g_{1})}).
Множество классов бордизмов {\displaystyle n}-мерных многообразий образует абелеву группу {\displaystyle \Omega _{n}^{O}} относительно несвязного объединения, называемую группой бордизмов. Нулем в ней служит класс бордизмов, состоящих из многообразий, которые являются границей некоторого многообразия (другие названия: {\displaystyle M} — ограничивающее многообразие, {\displaystyle M} — внутренне гомологично, или бордантно нулю). Элементом {\displaystyle \Omega _{n}^{O}} обратным данному классу бордизмов, является сам этот класс (так как объединение двух копий {\displaystyle M} диффеоморфно границе прямого произведения {\displaystyle M\times [0,\;1]}). Прямая сумма {\displaystyle \Omega _{*}^{O}} групп {\displaystyle \Omega _{n}^{O}} является коммутативным градуированным кольцом, умножение в котором индуцировано прямым произведением многообразий, с единицей, заданной классом бордизмов точки.

## Бордизмы с дополнительной структурой

### Ориентированные бордизмы
Ориентированные бордизмы — наиболее простой тип бордизмов гладких замкнутых многообразий с дополнительной структурой.
Два ориентированных многообразия {\displaystyle M} и {\displaystyle M'} ориентированно бордантны, если они бордантны в прежнем смысле, причём плёнка {\displaystyle W} ориентирована, и (в прежних обозначениях) ориентация, индуцированная ориентацией {\displaystyle W} на {\displaystyle M_{0}} и {\displaystyle M_{1}} (как на частях края), переходит при диффеоморфизмах {\displaystyle g_{0}} и {\displaystyle g_{1}}, соответственно, в исходную ориентацию {\displaystyle M} и в ориентацию, противоположную исходной ориентации {\displaystyle M'}. Аналогично {\displaystyle \Omega _{n}^{O}}, и {\displaystyle \Omega _{*}^{O}} вводятся группы ориентированных бордизмов {\displaystyle \Omega _{n}^{SO}} и кольцо {\displaystyle \Omega _{*}^{SO}}.

### Другие варианты
Другие варианты бордизмов многообразий с дополнительной структурой — очень важные бордизмы квазикомплексных многообразий (называемые также унитарными бордизмами), бордизмы многообразий, на которых действует группа преобразований, {\displaystyle \mathrm {Spin} }-бордизмы. Имеются также варианты несколько иного рода, для кусочно линейных или топологических многообразий, для комплексов Пуанкаре и т. д. Особое положение занимают бордизмы слоений и {\displaystyle h}-бордизмы (ранее называемые {\displaystyle J}-эквивалентностями); последние служат для связи дифференциальной и гомотопической топологии.

## Свойства
- Два многообразия бордантны, тогда и только тогда, когда у них совпадают характеристические числа (числа Штифеля — Уитни в неориентируемом случае и числа Штифеля — Уитни и числа Понтрягина — в ориентируемом).

## История
Первый пример — бордизм оснащённых многообразий, введённый в 1938 году Понтрягиным, который показал, что классификация этих бордизмов эквивалентна вычислению гомотопических групп сфер {\displaystyle \pi _{i}(S^{n})}, и таким путём смог найти {\displaystyle \pi _{n+1}(S^{n})} и {\displaystyle \pi _{n+2}(S^{n})}. Неориентированные и ориентированные бордизмы были введены в 1951—53 годах Рохлиным, вычислившим {\displaystyle \Omega _{n}^{SO}} для {\displaystyle n\leqslant 4}. Понтрягин доказал, что если два многообразия бордантны, то у них совпадают характеристические числа. Впоследствии оказалось, что обратное тоже верно.